# Club Atlético Banfield
El Club Atlético Banfield es un club de fútbol de Argentina, con sede en la localidad de Banfield, provincia de Buenos Aires. Fue fundado el 21 de enero de 1896 por habitantes de esa ciudad, mayoritariamente de orígenes británicos. Su principal actividad es el fútbol profesional, y actualmente milita en la Liga Profesional, máxima categoría del fútbol argentino.
Ha participado de la Primera División tanto en el amateurismo como en el profesionalismo en más de 70 temporadas y 2.400 partidos jugados, ocupando el 16° puesto de la Tabla historica de la Primera Division de Argentina.
En 2009 se consagró campeón de la Primera División al lograr el Torneo Apertura 2009, siendo este su segundo título oficial de dicha categoría, ya que contaba con una copa nacional, la Copa de Honor Municipalidad de Buenos Aires, conquistada en 1920. Además, finalizó primero en el Campeonato de Primera División 1951, el Torneo Promocional 1968 y en la tabla anual de la Temporada 2009-2010. También fue subcampeón de la Primera Division de Argentina en 1920, 1934, 1951, 2005 y de la Copa de Competencia Jockey Club 1933 y la Copa de la Liga Profesional 2020. A nivel internacional, ha disputado 52 partidos entre Copa Sudamericana y Copa Libertadores, siendo su mejor participación en la Copa Libertadores 2005, en donde llegó a disputar los cuartos de final.
Ostenta el mayor récord de partidos invictos como local en el fútbol argentino, con 49 encuentros sin conocer la derrota entre los años 1950 y 1953, racha durante la cual convirtió 114 goles. También posee la mayor goleada a favor del fútbol argentino, 13 a 1 ante Puerto Comercial de Bahía Blanca por el Campeonato de Primera División de 1974.
Sus dos máximos ídolos son "el emperador", Julio César Falcioni, director técnico con cinco ciclos en el club, que supo consagrar a Banfield campeón de primera división en el año 2009 y lograr la clasificación a las principales copas continentales (Sudamericana y Libertadores) disputadas en la temporada 2004/05, dejando al equipo entre los ocho mejores de la Copa Libertadores de América; y Garrafa Sánchez, jugador profesional que se desempeñaba en la posición de enganche clásico y que fue la máxima figura del ascenso a primera división en 2001, además de disputar las primeras copas internacionales del club.
Otros jugadores y técnicos que pasaron por la institución y son considerados ídolos o referentes son: James Rodríguez, campeón con Banfield y goleador del Mundial 2014, Walter Erviti, Gustavo Albella, Darío Cvitanich, Félix El pampa Orte, Eliseo Mouriño, Luis Garisto, Adolfo Pedernera, Eduardo Lucio Silvera, Víctor López, Nicolás Tagliafico, Cristian Luchetti, Javier Sanguinetti, Nicolás Bertolo, Miguel González, Edilberto Righi, Ricardo La Volpe, Javier Zanetti, Julio Cruz, Miguel Ángel Converti, Juan Taverna, entre otros.
Además, se puede destacar que Eva Perón fue hincha de Banfield, recibiendo cariñosamente el apodo: «El Equipo de Evita» por el público futbolero en general.

## Denominaciones
Banfield Athletic Club (1896-1904) 
Fundación del club.
Banfield Football Club (1904-1909)
Nombre después de la reorganización.
Banfield Athletic Club (1909)
Vuelta al nombre original.
Club Atlético Banfield (1909-Act.)
Castellanización del nombre.

## Historia
En la segunda mitad de la década de 1880, numerosas familias inglés se radicaron en el pueblo de Banfield, situado a 14 kilómetros al sur de la ciudad de Buenos Aires. Estas familias, con sus casas al estilo de las villas inglesas y su dinámica social victoriana, le dieron al suburbio un perfil netamente británico.
El 21 de enero de 1896, un grupo de profesionales y comerciantes ingleses residentes en Banfield decidieron fundar un club al que bautizaron con el nombre del pueblo. Este nombre respondía al de la estación del ferrocarril, establecida en 1873 en honor a Edward Banfield, primer gerente de la empresa Gran Ferrocarril Sur. A la cabeza del grupo de fundadores estaban Daniel Kingsland y George Burton, primeros presidente y vice. 
El club nació como una institución destinada a cumplir un rol social por encima de lo deportivo y como partido inaugural el 26 de enero se disputó un encuentro de cricket, deporte del que gustaba Kingsland.
La primera cancha del club fue un descampado destinado al pastoreo ubicado a dos cuadras al norte de la estación del ferrocarril, junto a las vías sobre el lado este.
Del primer partido no se conoce el resultado final. Después jugó otros nueve encuentros, donde cosechó tres triunfos, un empate y cinco derrotas.
En 1897 y 1898, Banfield jugó en la Primera División (única, por entonces) de la “The Argentine Association Football League”, en el denominado “Championship Cup”. En el primer año, empató 1 y perdió 11. En el segundo año, no consiguió puntos, aunque en cuatro partidos, fue por no poder presentarse a jugar. En ambos torneos, terminó último de 7 equipos.

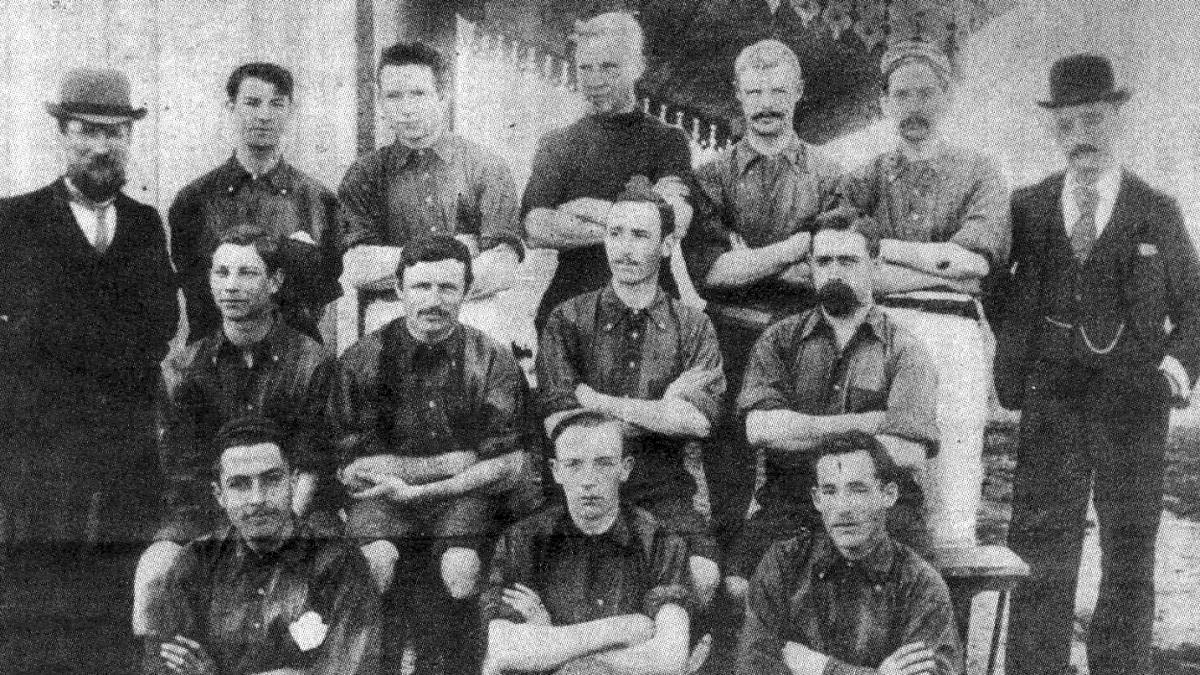
Club Banfield en 1899

En 1899 se creó la Segunda División y el Taladro se inscribió. Crecía el número de clubes, equipos de la Primera, consiguieron anotar sus “Reservas”, para sumar nueve participantes. Banfield fue Campeón, sumando 27 puntos, fruto de 13 partidos ganados, un empate y 2 derrotas. Marcó 58 goles y recibió 14. Ya se destacaba Edward Potter, quien convirtió más de 15 goles y el equipo fue protagonista de una de las primeras goleadas históricas. Fue el 16 de julio de 1899 con un 16 a 0 sobre Maldonado.
En 1900 no había ascensos ni descensos, por lo que volvió a jugar en la Segunda División y entre solo cinco equipos, repitió siendo campeón otra vez. Obtuvo 14 puntos, por seis triunfos y dos empates. 25 goles a favor. Y recibió solo siete. Se destacaron las goleadas 7-2 a Porteño, tanto de local, como de visitante. Los jugadores eran todos nacidos en Gran Bretaña menos el mediocampista central y capitán James Doods Watson, argentino, oriundo de Buenos Aires. También las gambetas de Charles Douglas Moffatt y el aporte del presidente Goode en el arco.
Después de lo victorioso, el equipo volvió caer en las últimas posiciones, por tres años. En 1901 fue sexto y en los siguientes tres, último. El final estaba “casi” sentenciado. Se perdió la cancha contra las vías del ferrocarril y los socios se alejaron del club. Y cuando todo estaba casi terminado, Mr. Burton comandó un grupo de “Héroes”, que lo hicieron resurgir de las cenizas. En diciembre de 1904 fue reorganizado después de que sus bienes fueron liquidados para pelear una irremediable quiebra.
A partir de acá crece definitivamente la figura de George Burton, otro amante del fútbol, quien presidió casi ininterrumpidamente al club hasta su muerte.
Se consiguió una cancha nueva, que costó tanto dinero, que muchos debieron hipotecar sus casas para poder pagar. Se dejó en el olvido, los colores “marrón y amarillo”, tradicionales del tren y nació el Banfield Football Club, adoptando para sus camisas, el “verde” de la esperanza y el “blanco” de la paz. 

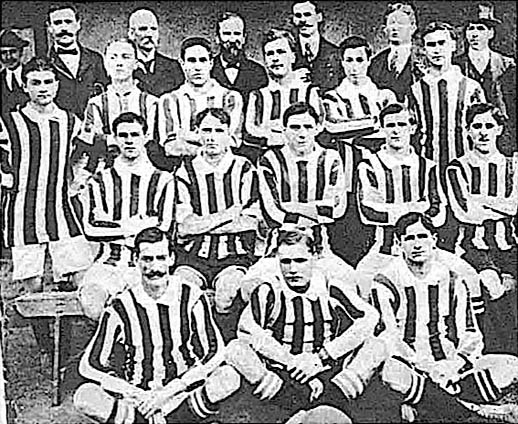
Banfield en 1908

En 1905 solo jugó algunos partidos amistosos. En 1906 fue octavo entre veinte equipos en una liga por zona, algo así como una Tercera División. Disputó nueve partidos, ganó cuatro, empató uno y perdió cuatro. Tres no se jugaron, el Taladro ganó los puntos en dos de ellos y perdió en el restante. Anotó 11 goles y recibió 18, sumando 13 puntos y ubicándose en la parte media de la tabla.
El regreso a la asociación, el equipo empezó a ser más ordenado. Con un 2-3-5, el conjunto banfileño formaba con: Ítalo Giacomelli; John Henry Weiss y Camilo Bertorini; Dante Giacomelli, Albert Burton y Herald Weiss; Amador García, J. H. Grundy, Robert Sterling, Luis Molteni y Jack Strong.
Por eso Banfield jugó en 1907 en la Segunda, 1908 en la Tercera, donde fue campeón y ascendió a Segunda.
El torneo de la Tercera de 1908 fue extraordinario. Campeón invicto, con 18 partidos jugados en la fase regular, con 17 triunfos y un empate. Empató y luego derrotó 10-0 a River Plate “C”; le ganó a Boca Juniors “B”; venció 10-0 a Racing “B”, entre otros. Clasificó a las semifinales, donde venció a Independiente, el ganador de la serie D. En la final superó a Independiente “B”. Marcó 85 goles y recibió siete.
En 1909 jugó en la Segunda División y fue sexto entre casi 40 equipos. En 1910 fue tercero en la misma categoría y en 1912, fue campeón otra vez de la “B”, que en realidad era una Tercera División porque había un Segunda División extra.
Por aquellos años, la Asamblea eligió un nuevo presidente en reemplazo de Burton. Y el nombre elegido fue Louis Thiessen. Un hombre de origen brasilero, con gustos muy particulares, amante de las fiestas, los banquetes y los premios extraordinarios. Todo ello, no alcanzó para mantener las buenas actuaciones de los años anteriores y Banfield tuvo malos resultados y Thiessen terminó renunciando. Volvió George Burton, quien tendría ahora el periodo más extenso, hasta su fallecimiento en 1928.
Con un equipo totalmente nuevo, Banfield se fue al descenso en 1911. Pero conducido por el capitán Adolfo Pellens, en 1912 ganó el campeonato de la tercera categoría asegurándose así el retorno. No obstante, una reestructuración de los torneos a raíz de la primera escisión en el Fútbol Argentino, lo depositó en la Primera División sin escalas.

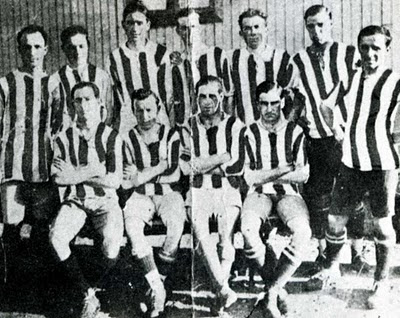
Equipo de Banfield en 1917

En Primera militó en Primera División en 1913, 1914, 1915, 1916 y 1917. Los resultados mejoraron, el equipo se reconstruyó y fue tercero en 1914. Entre 1914 y 1918 aconteció la Primera Guerra Mundial y muchos de los jugadores tuvieron que actuar como combatientes. Fue decayendo entre 1915 y 1917 y perdió la categoría en este último año. Además del torneo argentino, se disputaban la Copa Competencia y la Copa de Honor, sin buenos resultados hasta 1919.
En 1918 estuvo la pandemia de la Fiebre Española, que afectó a todo el mundo y Argentina no estuvo al margen. De todos modos, el fútbol no se paró y Banfield jugó en la categoría en intermedia (Segunda División). Integró la Zona A y terminó quinto a siete puntos de Eureka. 
En 1919 fue ganador de la Zona Sur, sumando 28 puntos en 16 partidos y clasificó a la serie final. Le ganó a Palermo (Zona Norte) por 1-0 y a Del Plata (Zona Oeste) 3-0 y fue campeón del torneo y ascendió a la Primera División.

### La década de 1920
En 1920 tras apenas haber ascendido, Banfield queda subcampeón detrás de Boca Juniors. En ese mismo año salió campeón de la copa denominada Copa de Honor ganándole 2 A 1 a Boca.
En 1928 murió el presidente del club, George Burton.

### 1930 y 1940: La era profesional
El estadio de Banfield (más tarde llamado "Florencio Sola"), fue construido en 1940 en la ciudad de Banfield. Para celebrar su inauguración tuvo lugar un partido contra Independiente, que Banfield perdió 1-0 con un gol de Arsenio Erico.
En 1948, Florencio Sola asumió la presidencia por segunda vez. Bajo su mando, Banfield contrató a muchos jugadores para formar un equipo fuerte, aunque el club no haría una buena campaña, casi descendiendo nuevamente. En los últimos cinco partidos de esa temporada se declaró una huelga de jugadores profesionales, por lo que todos los equipos ponían en los partidos a los juveniles. Renato Cesarini fue entrenador de Banfield durante ese período, obteniendo 9 de 10 puntos que le permitieron a Banfield permanecer en Primera División.

### 1950 y 1960: Campañas gloriosas
En 1950, Banfield termina séptimo en el campeonato de primera división.
Campeón Móral Debió ser el campeón por mejor diferencia de gol (gol average, que se implantó poco después), pero tuvo que disputar dos finales con Racing y cayó en el segundo partido por 1 a 0. El periódico "El Pampero" lo bautizó como campeón moral.
En 1968, Banfield gana el Torneo Promocional.

### 1970 y 1980: Ascensos y descensos
En 1972, Banfield no logra evitar el descenso.
El 6 de octubre de 1974, por el Torneo Nacional, logró la máxima goleada del profesionalismo al derrotar a Puerto Comercial de Bahía Blanca por 13 a 1. Banfield fue el primero y único equipo que marcó 13 goles en un solo partido. También mantiene la mayor diferencia de goles, con 12, en confrontaciones entre equipos de la misma categoría en todas las divisiones profesionales de la AFA.
En ese mismo partido Juan Alberto Taverna estableció, con siete (7) goles, el récord de tantos convertidos por un jugador en un solo encuentro en todo el profesionalismo.

### 1990-1999: La aparición de Javier E. Sanguinetti
Banfield no tuvo un buen comienzo durante esta década, incluso estuvo jugando en la zona de descenso. El único momento notable fue en el torneo 1990-91, donde el equipo llegó a la final aunque no pudo ascender a Primera. Para la temporada 1992-93 y con Valentín Suárez nuevamente como presidente (habiendo sido elegido en 1991 por quinta vez), Banfield designó a Carlos Babington como entrenador y adquirió jugadores experimentados como el ex arquero de River Plate Gabriel Puentedura, el mediocampista Fabio Lenguita y el defensa Ivan G. Stafuza (que había jugado para Boca Juniors en la década de 1980). Esos futbolistas, más algunos canteranos como Javier E. Sanguinetti (que ha disputado el mayor número de partidos con el club hasta la fecha, con más de 450 partidos) y Jorge "Patrulla" Jiménez, ayudaron a Banfield a conquistar el título y el ascenso a Primera División, tras vencer al Colón de Santa Fe en la final.
En Primera, Banfield fue entrenado por Oscar López y Oscar Cavallero, con una plantilla renovada como el exjugador de Ferro Carril Oeste Oscar Acosta y el experimentado arquero Ángel D. Comizzo (que había sido relegado de River Plate por el entonces técnico Daniel Passarella eran algunos de los nuevos jugadores). Pero fue un joven Javier A.  Zanetti quien sería la revelación del equipo al final de temporada. Banfield hizo buenas campañas durante sus primeros años en Primera, aunque el equipo no pudo repetir esas buenas actuaciones en los sucesivos torneos, quedando finalmente descendido. En 1997.
Ese mismo año Banfield contrató a Patricio Hernández como entrenador del club, pero el equipo no pudo lograr buenos resultados bajo su dirección. Al año siguiente, el empresario Carlos Portel asumió como nuevo presidente de la institución, prevaleciendo sobre el otro candidato, Horacio Sola (hijo de Florencio Sola). Se informó que el club se encontraba en una situación crítica, por lo que Portel anunció que el objetivo principal sería reducir las deudas del club.

### La era Falcioni
En el año 2001, Banfield regresa a Primera División, con el creador de juego e ídolo José Luis Sánchez como su jugador más destacado. Los primeros años en la máxima división del fútbol argentino, el club estuvo frecuentemente en zona de descenso, aunque logró algunos resultados históricos como el 5-0 sobre River Plate en el Apertura 2002. El uruguayo Luis Garisto fue el entrenador del club durante ese período.
A principios del Apertura de 2003, Julio César Falcioni, y por medio de la promoción de jugadores como Daniel Bilos y Rodrigo Palacio, logró armar un plantel de primera línea y Banfield consiguió 62 puntos en la temporada, quedando tercero y clasificando a las copas internacionales (Sudamericana 2004 Y Libertadores 2005). En la Copa Libertadores de 2005, con jugadores como Jorge Cervera y Antonio Barijho, pasó de ronda como 2° del grupo con 11 puntos, eliminó en Octavos de final a Independiente de Medellín con un global de 5-0 y cayó eliminado en Cuartos ante River, finalizando en el 7° puesto de la copa, alcanzando el lugar n.º 23 del Ranking Mundial de Clubes de la FIFA.
Con el subcampeonato argentino del mismo año clasificó nuevamente a la Copa Sudamericana, ya con la dirección técnica de Carlos Leeb, dónde quedó eliminado en Octavos frente al Fluminense de Río de Janeiro, quedando 12.º. Al final de la misma temporada, quedó 4° en la tabla general y volvió a entrar a la Copa Libertadores de 2007, eliminando por un punto a Lanús. En dicho equipo se destacaron Cristian Leiva, Renato Civelli y Gabriel Paletta.
En este período Banfield jugó 5 copas internacionales en 3 años, colándose entre los mejores 8 equipos del continente y vendiéndole jugadores a clubes europeos como Villareal, Anderlech, Olympique de Marsella y Liverpool. Dichas campañas también permitieron la construcción de las actuales plateas y del Microestadio frente a la Sede Social. 
En 2009, tras una aceptable actuación en el Torneo Clausura de ese año, Banfield disputó el Apertura, todavía con Falcioni como técnico. Las alineaciones más frecuentes fueron: Cristian Lucchetti, Julio Barraza, Sebastián Méndez, Víctor López, Marcelo Bustamante, Maximiliano Bustos, Walter Erviti, Marcelo Quinteros, James Rodríguez, Sebastián Fernández y Santiago Silva (quien luego se convirtió en el máximo goleador de ese torneo). Banfield tuvo un comienzo tremendo, derrotando a equipos como el campeón del Torneo Clausura 2009 Vélez Sársfield, Newell's Old Boys y empatando 0-0 con Rosario Central.
A medida que avanzaba la temporada, Banfield gradualmente consolidó su liderazgo, siendo desafiado por el equipo rosarino Newell's Old Boys, quien también emergió como otro fuerte candidato a ganar el título. Finalmente, después de las victorias de Banfield y Newell's contra Club Atlético Tigre y Gimnasia de La Plata, respectivamente, los dos rivales pasaron al último partido de la temporada con Banfield con una ventaja de dos puntos sobre Newell's.
El 13 de diciembre de 2009, aunque Banfield fue derrotado por Boca Juniors 0-2, el club logró el campeonato debido a que Newell's Old Boys, su rival más cercano, también fue derrotado por San Lorenzo, 2-0. Estos resultados produjeron un nuevo campeón en el fútbol argentino. El Club Atlético Banfield ganó su primer campeonato en la máxima categoría del fútbol argentino. Allí, en Banfield, cerca de 40.000 personas recibieron a los flamantes campeones, quienes finalmente dieron la vuelta olímpica ante su público tras haber obtenido el primer título de su historia. Los hinchas del equipo bonaerense esperaron ansiosamente la llegada del plantel, tras la derrota sufrida ante Boca en el estadio la Bombonera. Más allá de la caída, Banfield se quedó con el título, y luego de haber recibido el trofeo en la Boca, los jugadores y el cuerpo técnico se trasladaron hasta su estadio. Cerca de las 22.00, la delegación arribó al estadio, donde unos 40 mil espectadores esperaban para seguir con los festejos. "Es un sueño hecho realidad, Es un milagro...", reconoció el capitán Cristian Lucchetti, uno de los más ovacionados por la multitud.
Tras conquistar su primer título, Banfield disputó la Copa Libertadores 2010 donde el equipo, quedó segundo en la primera ronda detrás de Nacional de Montevideo, se clasificó a la siguiente etapa, pero Banfield fue eliminado por Internacional de Porto Alegre (que pasaría a ser campeón). En el torneo nacional, Banfield terminó quinto en el Clausura 2010.
Banfield también disputó algunos torneos sudamericanos como la Copa Sudamericana 2010 (derrotando a Vélez Sarsfield, pero el equipo perdió ante el Deportes Tolima colombiano. Después de terminar 15.º en el Apertura 2010, Falcioni renunció, poniendo fin a su exitosa segunda permanencia en el club luego de ser contratado por Boca Juniors en sustitución de Claudio Borghi como técnico.

### Declive y descenso
En enero de 2011 Sebastián Méndez fue nombrado director del club. Banfield terminó octavo en el Clausura 2011 y comenzó el siguiente torneo (Apertura 2011) perdiendo cuatro partidos consecutivos, lo que provocó la renuncia de Méndez. Luego de algunos reemplazos provisionales como entrenadores, Ricardo La Volpe fue elegido como nuevo entrenador. La Volpe fue despedido solo tres meses después de su contratación. Se había visto envuelto en algunas polémicas con algunos jugadores representativos de la institución, que incluso llamaron al presidente Carlos Portell para decirle que "no aguantaban más a La Volpe".
El técnico uruguayo Jorge da Silva (que había trabajado anteriormente en Godoy Cruz logrando una clasificación a la Copa Libertadores) fue contratado para reemplazar a La Volpe desde el Clausura de 2012. Banfield no logró buenos resultados, lo que precipitó la renuncia de Da Silva y su regreso a su país de origen. Eduardo Acevedo sucedió a Da Silva pero el equipo tuvo otra mala campaña, ganando solo 7 puntos de 42 posibles.
En junio de 2012, Banfield descendió a la segunda división (Primera B Nacional) después de ser derrotado por Colón de Santa Fe 3-0. Banfield había quedado penúltimo en la tabla de promedios como resultado de una paupérrima temporada, en la que cosechó solo 21 puntos de 38 encuentros, siendo una de las peores campañas de la historia del profesionalismo; incluso la exitosa temporada de 2009/10 no pudo evitar el descenso directo. El equipo solo ganó cinco partidos en ambas competiciones, con 7 empates y 26 derrotas. Dos días después dimitió el presidente Carlos Portell, acusado de corrupción por la afición y miembros del club. Aparte de Portell, los directivos abandonaron el club (incluidos vicepresidente y tesoreros), por lo que hubo que realizar una nueva elección para elegir un nuevo presidente y director para Banfield. La elección finalmente se celebró en julio de 2012, siendo elegido Eduardo Spinosa como nuevo presidente del club. Espinoza ganó con un gran margen del 77%.

## Símbolos
Verde y Blanco: En el manual del viajero de 1900, se afirma que los colores de Banfield Athletic Club eran marrón y oro viejo. A causa del origen ferrocarrilero de la mayoría de los socios, se entienden esos colores porque se identificaban con las señales de peligro de las barreras. Continua el libro de la historia de Banfield señalando que en el periodo crítico de los años 1903-1904, las hermanas de Alberto Dehenen, quien fue protagonista importante para que el club no desapareciera, se encargaron de confeccionar camisetas con grandes cuadros rojos y blancos.
En la reorganización de 1904 se adoptó el blanco y verde. El periodista Julio César Pasquato (Juvenal) consideró posible que el verde se debiera al origen irlandés de alguno de sus jugadores. Desde 1907, la casaca banfileña es verde y blanca a bastones, aunque sufriría distintas modificaciones.
Por ejemplo, gracias a la influencia de la brillante selección neerlandesa de 1974 “La naranja mecánica”, Banfield introdujo el naranja en su vestimenta. Actualmente, persiste ese color en la camiseta alternativa, siempre mezclado con verde y blanco.

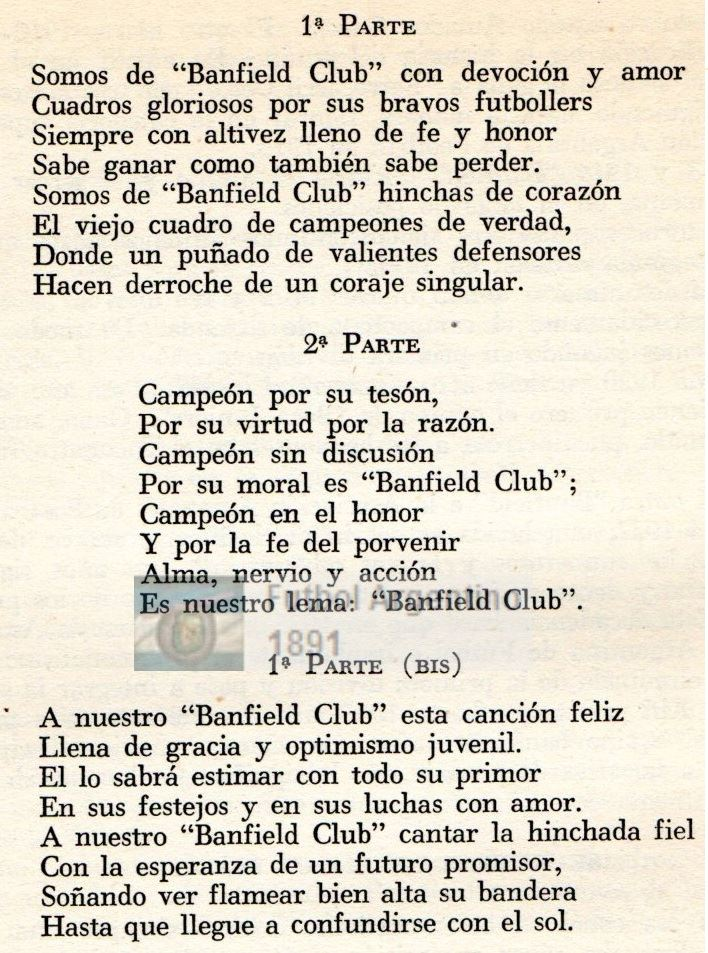
Himno de Banfield.

Taladro: En 1940 Florencio Sola renovó totalmente al equipo. Con jugadores como Rafael Sanz, Eduardo Silvera, Juan Bautista Besuzzo, Alfredo De Terán, Armando Farro y otros, Banfield hizo una sorprendente campaña y atípica para clubes recién ascendidos, por lo que el diario "El Pampero" bautizó al equipo con el nombre de "El Taladro", ya que a sus rivales les taladraba el arco, apodo que pasó a la historia como el seudónimo oficial de la institución.
Hay otras versiones que indican que el apodo viene de que agarraba a los equipos grandes y “los taladraba”, haciendo referencia a que los llevaba a bajar posiciones en la tabla.
Julio César Falcioni: Entrenador durante 4 periodos del club, artífice del primer campeonato de primera división del Taladro y máximo ídolo, indiscutido, de la institución. Los hinchas de Banfield consideran al Falcionismo como la mejor filosofía de juego dentro del fútbol y se autodenominan como Falcionistas. Una famosa frase que se ve siempre en una de las banderas que cuelgan los hinchas en el Estadio tiene la leyenda: "Los días más felices siempre fueron Falcionistas".

## Estadio
El estadio Florencio Sola fue construido en 1940, y debe su nombre al dirigente Florencio «Lencho» Sola.
Para celebrar su inauguración se realizó un partido frente a Independiente, en el cual el equipo de Avellaneda se impuso 1-0, con gol de Arsenio Erico. En este estadio el Taladro consiguió un récord de 49 partidos invictos entre 1950 y 1953. El estadio fue considerado adelantado para la época, ya que fue el primer club de los denominados «chicos» en poseer tribunas de cemento, inclusive, antes que algunos de los equipos grandes.

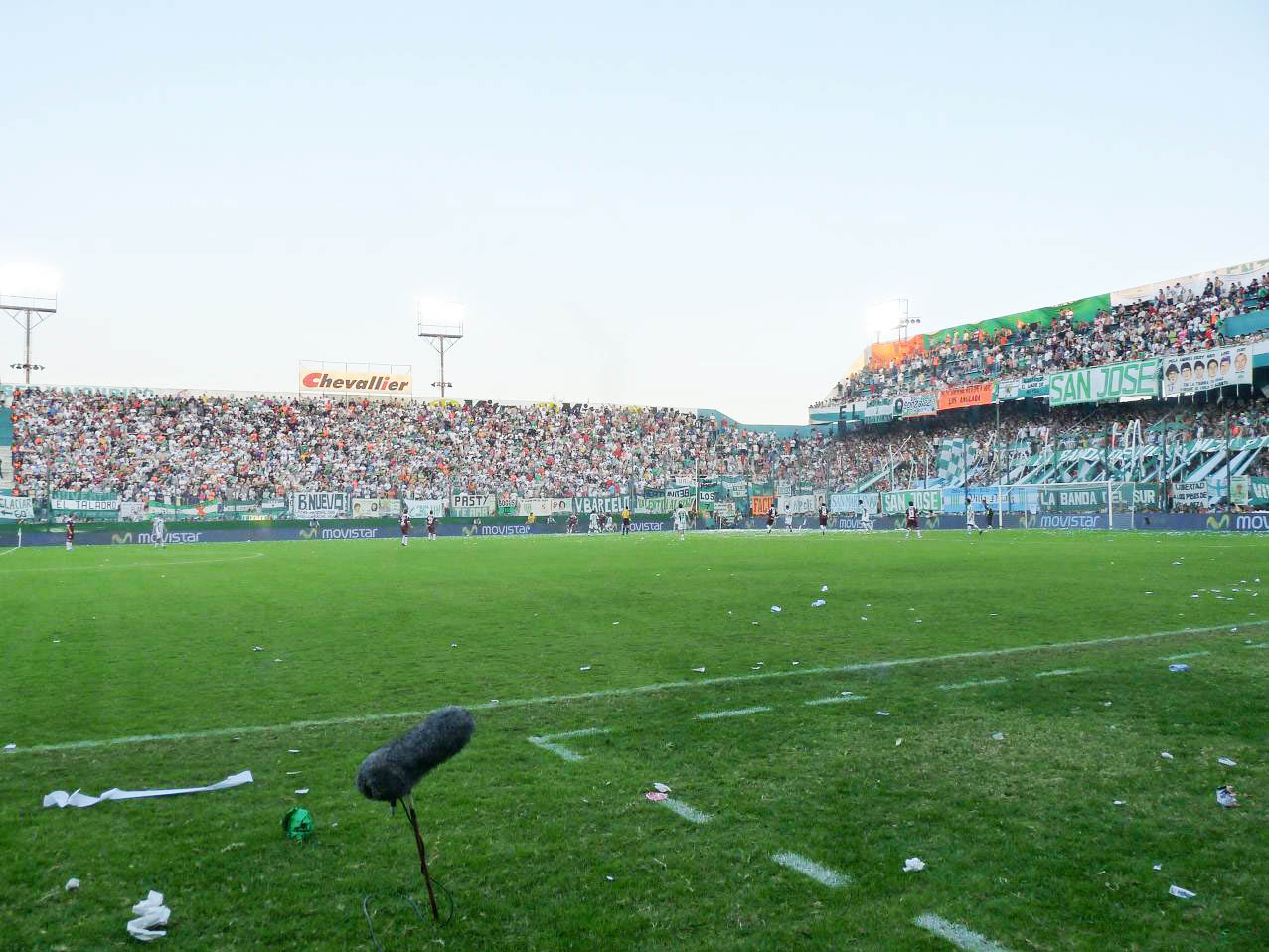
Vista de la cabecera local.

Se sitúa en la esquina de las calles Granaderos y Arenales en la ciudad de Banfield, rodeado de un barrio caracterizado por las calles de empedrado, los chalets con techos de teja y frondosas arboledas que es siempre destacada por quienes visitan el recinto. Como Estadio fue uno de los primeros escenarios en poseer tribunas de cemento. En el 2006 se llevó a cabo la reconstrucción del sector de plateas. Cuenta con palcos, cuatro vestuarios para los equipos, dos gimnasios de calentamiento previo, dos para los árbitros, sala de antidopaje, dos ascensores, confitería, 24 cabinas para el periodismo, y una inmejorable vista, además de oficinas administrativas son parte de la nueva edificación.
Se inauguró recientemente un sector nuevo de 2 bandejas con plateas, palcos, vestuarios y cabinas para radio y TV. El estadio cuenta con capacidad para 34 900 espectadores.
En 1967 se celebró la colocación de la antigua iluminación del Estadio con un partido contra el equipo de Colón de Santa Fe.
El campo de juego mide 102 x 66 m.

### Principales conciertos y eventos
| Artista o evento                    | Fecha                 | Espectadores |
| ----------------------------------- | --------------------- | ------------ |
| Rata Blanca                         | 25 de julio de 1991   | 20 000       |
| Joaquín Sabina                      | 15 de abril de 2011   | 32 000       |
| Joan Manuel Serrat                  | 15 de octubre de 2011 | 32 000       |
| «El Garrafa» una película de fútbol | 14 de abril de 2012   | 4200         |

## Uniformes
- Uniformes oficiales: Camiseta a bastones verdes y blancos (titular),[15] Camiseta blanca con banda verde diagonal de izquierda a derecha (titular-alternativa)

|  |  |  |  |

### Uniformes titulares
| 1983-84 | 1985-86 | 1986-87 | 1987-89 | 1989-90 | 1990-92 | 1992-93 | 1993-94 | 1994-95 | 1995-97 |

| 1997-99 | 1999-2000 | 2000-01 | 2001-02 | 2002 | 2003 | 2004 | 2004 | 2005 | 2006 |

| 2006 | 2007 | 2008 | 2008 | 2009-10 | 2010-11 | 2011 | 2012 | 2012-13 | 2013-14 |

| 2014-15 | 2015-16 | 2016-17 | 2018 | 2018-19 | 2019 | 2020 | 2021 | 2022 | 2023 |

| 2024 | 2025 |

### Uniformes suplentes
| 1986-87 | 1987-88 | 1988-89 | 1989-91 | 1991-92 | 1992-93 | 1993-94 | 1994-95 | 1995-97 | 1997-99 |

| 1999-2000 | 2000-01 | 2001-02 | 2002-03 | 2003-04 | 2005 | 2006 | 2007 | 2007 | 2008 |

| 2008 | 2009-10 | 2010-11 | 2011 | 2012 | 2012-13 | 2013-14 | 2014-15 | 2015-16 | 2016-17 |

| 2017-18 | 2018-19 | 2019 | 2020 | 2021 | 2022 | 2023 | 2024 | 2025 |

### Uniformes terceros
| 1992-93 | 1995-97 | 2010-11 | 2013-14 | 2015 | 2016 | 2017-18 | 2018-19 | 2019 | 2021 |

| 2022 | 2022 | 2023 | 2024 | 2025 |

### Históricos
| 1896-1899 | 1900-02 | 1903-04 | 1904-hoy (1) | 1947-hoy (2) | 2009-10 (3) | 2016 (4) |

Notas
- (1) Considerado el uniforme tradicional hasta 1947 cuando comenzó a alternar con la camiseta a raya diagonal. (1951-1980, 1985-1986, 1989-1990, 1992-1999, 2000-2002, 2004, 2006, 2008, 2009-2013, 2015-2016, 2018-2019, 2020-2021, 2022, 2024-actualidad).
- (2) Utilizado como uniforme principal desde 1947-51, luego alternando con la camiseta a rayas verticales (1947-1951, 1981-1984, 1986-1989, 1990-1992, 1999-2000, 2003, 2004-2006, 2007, 2008, 2013-2015, 2016-2017, 2019, 2021, 2023).
- (3) Utilizado como uniforme principal en la obtención del único título del club en Primera División.
- (4) Creado en homenaje a los 120 años del club.[16]

### Fabricantes y patrocinadores
| Período   | Logo | Proveedor |
| --------- | ---- | --------- |
| 1979      |      | Topper    |
| 1980-1981 |      | Olimpia   |
| 1982      |      | Nanque    |
| 1983-1986 |      | Adidas    |
| 1986-1995 |      | Nanque    |
| 1995-1997 |      | Lotto     |
| 1997-2000 |      | Reebok    |
| 2000-2001 |      | Diadora   |
| 2001-2008 |      | Nanque    |
| 2009-2012 |      | Mitre     |
| 2012-2014 |      | Kappa     |
| 2014-2018 |      | Penalty   |
| 2018-2019 |      | Hummel    |
| 2020-2021 |      | Givova    |
| 2022-2024 |      | Athix     |
| 2025      |      | Macron    |

| Período   | Patrocinador        |
| --------- | ------------------- |
| 1982-1983 | Lonco Hue           |
| 1984-1986 | Supermercados Dumbo |
| 1987-1989 | Omega Seguros       |
| 1989-1991 | Rullo               |
| 1991-1993 | Nashua              |
| 1993-1994 | Visión 2000         |
| 1994-1995 | Esco                |
| 1995-1996 | América TV          |
| 1996-1997 | Lotto               |
| 1997-1998 | Omega Seguros       |
| 1998-2000 | Coto                |
| 2000      | Diadora             |
| 2001      | Ayuda Express       |
| 2001-2003 | CartaSur            |
| 2004      | Cerámicas Lourdes   |
| 2005-2007 | Codere              |
| 2007-2012 | Bingo Lomas         |
| 2012-2013 | Philco              |
| 2013-2015 | Banco Provincia     |
| 2016-2018 | Plan Chevrolet      |
| 2018-2021 | Orbis Seguros       |
| 2022-     | Sur Finanzas        |

| Período   | Patrocinador                     |
| --------- | -------------------------------- |
| 1993-1994 | Nashua                           |
| 1994-1995 | Gestetner                        |
| 2006-2007 | Astori                           |
| 2007-2008 | Cerámicas Lourdes                |
| 2009-2012 | La Nueva Seguros                 |
| 2009-2012 | Mega Crédito                     |
| 2013-2015 | Plan Chevrolet-Carta Sur         |
| 2016-2018 | Liderar Seguros                  |
| 2018-     | Municipalidad de Lomas de Zamora |
| 2020-2021 | Tarjeta Plata                    |
| 2023      | Jeluz                            |
| 2023-     | Flecha Bus                       |

## Hinchada
Los hinchas de Banfield son conocidos en Argentina como "La banda del Sur". Los hinchas provienen de varias localidades del sur del Gran Buenos Aires pero donde tiene más hinchas es en las localidades de Banfield, Lomas de Zamora, Temperley, Monte Grande, Luis Guillón, Ezeiza, Adrogué y Remedios de Escalada siendo el club con más hinchas de esas ocho ciudades. Pero es fácil encontrar hinchas de Banfield en todo el sur del Gran Buenos Aires, como en Florencio Varela, San Francisco Solano, Gerlí, Lanús, Burzaco, Glew, Guernica, La Plata entre otras e incluso en el interior de la provincia de Buenos Aires como en Mar del Plata o en la Ciudad de Buenos Aires.
La hinchada de Banfield también comparte una amistad con la hinchada del Atlético Nacional de Colombia.

## Datos del club

### Línea de tiempo
- Temporadas en Primera División: 77 (1897-1898, 1913-1917, 1920-1934, 1940-1944, 1947-1954, 1963-1972, 1974-1978, 1987/88, 1993/94-1996/97, 2001/02-2011/12, 2014-).
- Temporadas en Segunda División: 47[18]
  - Temporadas en Segunda División: 15 (1899-1901, 1903-1904, 1907, 1909-1910, 1935-1939, 1945-1946)
  - Temporadas en División Intermedia: 3 (1911, 1918-1919).
  - Temporadas en Primera B: 17 (1955-1962, 1973, 1979-1986)
  - Temporadas en Primera B Nacional: 12 (1986/87, 1988/89-1992/93, 1997/98-2000/01, 2012/13-2013/14)
- Temporadas en Tercera División: 4[19]
  - Temporadas en Tercera División: 3 (1902, 1906, 1908)
  - Temporadas en Segunda División: 1 (1912)

### En Resumen
- Temporadas en Primera División: 77
- Temporadas en Segunda División: 47
- Temporadas en Tercera División: 4

### Ascensos y descensos
- 1911: Descenso de División Intermedia a Segunda División.
- 1912: Ascenso a Primera División como campeón de Segunda División.[n. 1]
- 1917: Descenso de Primera División a División Intermedia.
- 1919: Ascenso a Primera División como campeón de División Intermedia.
- 1934: Descenso de Primera División a Segunda División.[n. 1]
- 1939: Ascenso a Primera División como campeón de Segunda División.
- 1944: Descenso de Primera División a Primera B.
- 1946: Ascenso a Primera División como campeón de Segunda División.
- 1954: Descenso de Primera División a Primera B.
- 1962: Ascenso a Primera División como campeón de Primera B.
- 1972: Descenso de Primera División a Primera B.
- 1973: Ascenso a Primera División como campeón de Primera B.
- 1978: Descenso de Primera División a Primera B.
- 1987: Ascenso a Primera División como ganador del Torneo Reducido del Nacional B.
- 1988: Descenso de Primera División al Nacional B.
- 1993: Ascenso a Primera División como campeón de Nacional B.
- 1997: Descenso de Primera División a la Primera B Nacional.
- 2001: Ascenso a Primera División como campeón de la Primera B Nacional.
- 2012: Descenso de Primera División a la Primera B Nacional.
- 2014: Ascenso a Primera División como campeón de Primera B Nacional.[20]
- Mayor goleada conseguida:
  - En Primera División: Banfield 13-1 Puerto Comercial (6 de octubre de 1974) (Mayor goleada en la historia de los torneos oficiales de la máxima categoría en Argentina).[21]
  - En Nacional B: Banfield 10-2 Unión de San Juan (1987).[22]
  - En Nacional B: Tigre 0-5 Banfield en (1987).
  - En Primera B: Banfield 8-0 All Boys (1962).[23]
  - En Torneos Internacionales: Banfield 4-1 El Nacional (27 de febrero de 2007),[24] Deportivo Cuenca 1-4 Banfield (21 de abril de 2010).[25]
- Mayor goleada recibida:
  - En Primera División: Banfield 0-8 Estudiantes LP (1 de junio de 1947)[26]
  - En Primera B: Banfield 0-6 Argentino de Rosario (1945)[27]
  - En Torneos Internacionales: Club América 4-0 Banfield (7 de marzo de 2007).[28]

- Mejor puesto en la liga: Primero (Apertura 2009)[29]
- Peor puesto en la liga: Último (Apertura 2011 y Clausura 2012).
- Máximo goleador: Gustavo Albella (1945/51 y 1954) 136 goles
- Más partidos disputados: Javier Sanguinetti entre 1993 y 2008, con 493 partidos.

### Participaciones en copas internacionales
| #  | Torneo                 | Posición            | PJ | PG | PE | PP | GF | GC | DG |
| -- | ---------------------- | ------------------- | -- | -- | -- | -- | -- | -- | -- |
| 1  | Copa Sudamericana 2004 | Primera fase        | 2  | 0  | 1  | 1  | 4  | 5  | -1 |
| 2  | Copa Libertadores 2005 | Cuartos de final    | 10 | 5  | 3  | 2  | 18 | 13 | 5  |
| 3  | Copa Sudamericana 2005 | Octavos de final    | 4  | 1  | 1  | 2  | 4  | 5  | -1 |
| 4  | Copa Sudamericana 2006 | Primera fase        | 2  | 0  | 1  | 1  | 1  | 2  | -1 |
| 5  | Copa Libertadores 2007 | Fase de grupos      | 6  | 3  | 0  | 3  | 8  | 8  | 0  |
| 6  | Copa Libertadores 2010 | Octavos de final    | 8  | 4  | 2  | 2  | 16 | 11 | 5  |
| 7  | Copa Sudamericana 2010 | Octavos de final    | 4  | 2  | 1  | 1  | 4  | 4  | 0  |
| 8  | Copa Sudamericana 2016 | Segunda Fase        | 2  | 1  | 0  | 1  | 3  | 4  | -1 |
| 9  | Copa Libertadores 2018 | Tercera Fase Previa | 4  | 0  | 3  | 1  | 5  | 6  | -1 |
| 10 | Copa Sudamericana 2018 | Octavos de final    | 4  | 1  | 1  | 2  | 2  | 3  | -1 |
| 11 | Copa Sudamericana 2022 | Fase de grupos      | 6  | 1  | 2  | 3  | 3  | 6  | -3 |
| #  | Total                  | 0 títulos           | 52 | 18 | 15 | 19 | 68 | 67 | +1 |

#### Por competición
| Torneo                       | PJ | PG | PE | PP | GF | GC | Dif. | Mejor resultado  |
| ---------------------------- | -- | -- | -- | -- | -- | -- | ---- | ---------------- |
| Copa Sudamericana            | 24 | 6  | 7  | 11 | 21 | 29 | -8   | Octavos de final |
| Copa Libertadores de América | 28 | 12 | 8  | 8  | 47 | 38 | 9    | Cuartos de final |
| Total                        | 52 | 18 | 15 | 19 | 68 | 67 | +1   | 0 títulos        |

### Participaciones en Copa Argentina
| Año                    | Ronda                  | PJ | PG | PE | PP | GF | GC | DG  |
| ---------------------- | ---------------------- | -- | -- | -- | -- | -- | -- | --- |
| Copa Argentina 1969    | Primera Fase           | 2  | 1  | 0  | 1  | 2  | 3  | -1  |
| Copa Argentina 1970    | Primera Fase           | 2  | 0  | 1  | 1  | 1  | 2  | -1  |
| Copa Argentina 2011-12 | 16avos de Final        | 2  | 1  | 0  | 1  | 2  | 3  | -1  |
| Copa Argentina 2012-13 | Octavos de Final       | 3  | 2  | 1  | 0  | 4  | 2  | +2  |
| Copa Argentina 2013-14 | Octavos de final       | 3  | 2  | 1  | 0  | 9  | 2  | +7  |
| Copa Argentina 2014-15 | 16avos de final        | 2  | 1  | 0  | 1  | 1  | 3  | -2  |
| Copa Argentina 2015-16 | 16avos de final        | 2  | 1  | 0  | 1  | 1  | 1  | 0   |
| Copa Argentina 2016-17 | Octavos de final       | 3  | 2  | 0  | 1  | 6  | 4  | +2  |
| Copa Argentina 2017-18 | 32avos de final        | 1  | 0  | 1  | 0  | 1  | 1  | 0   |
| Copa Argentina 2018-19 | 16avos de final        | 2  | 1  | 1  | 0  | 3  | 0  | +3  |
| Copa Argentina 2019-20 | Octavos de Final       | 3  | 2  | 0  | 1  | 3  | 1  | +2  |
| Copa Argentina 2022    | Semifinal              | 5  | 3  | 1  | 1  | 8  | 4  | +4  |
| Copa Argentina 2023    | Dieciseisavos de final | 2  | 1  | 0  | 1  | 3  | 1  | +2  |
| Total                  | 13/13                  | 32 | 17 | 6  | 9  | 44 | 27 | +17 |

### Participaciones en Copas de Liga
| Año                              | Ronda            | PJ | PG | PE | PP | GF | GC | DG  |
| -------------------------------- | ---------------- | -- | -- | -- | -- | -- | -- | --- |
| Copa de Honor 1920-21            | Campeón          | 7  | 5  | 1  | 1  | 12 | 5  | +7  |
| Copa de la Superliga 2019        | Primera Fase     | 2  | 1  | 0  | 1  | 1  | 2  | -1  |
| Copa de la Liga Profesional 2020 | Subcampeón       | 13 | 8  | 3  | 2  | 25 | 15 | +10 |
| Copa de la Liga Profesional 2021 | Fase de Zonas    | 13 | 5  | 5  | 3  | 14 | 12 | +2  |
| Copa de la Liga Profesional 2022 | Fase de Zonas    | 14 | 5  | 4  | 5  | 18 | 15 | +3  |
| Copa de la Liga Profesional 2023 | Cuartos de Final | 15 | 6  | 6  | 3  | 11 | 6  | +5  |

### Récords futbolísticos
Banfield mantiene los siguientes récords en Primera División:
- Entre 1950 y 1953 mantuvo su cancha invicta durante 49 partidos consecutivos. Fueron exactamente tres años y 17 días.[30]

- En el torneo de 1951 fue el primer equipo fuera de los cinco grandes del fútbol argentino que ocupó la primera colocación en un torneo de AFA. Debió ser el campeón por mejor diferencia de gol (gol average, que se implantó poco después), pero tuvo que disputar dos finales con Racing y cayó en el segundo partido por 1 a 0.[31]

- Fue el primer equipo que le marcó 5 goles a River en el Monumental, 5-1 el 20 de junio de 1951. Ese día le convirtió cuatro goles en apenas trece minutos, entre los 20 y los 33 minutos del segundo tiempo, circunstancia que nunca volvió a soportar River en estadio. También ese día fue la primera vez que River perdió por cuatro goles de diferencia como local hasta ese momento.

- El 6 de octubre de 1974, por el Torneo Nacional, logró la máxima goleada del profesionalismo al derrotar a Puerto Comercial de Bahía Blanca por 13 a 1. Banfield fue el primero y único equipo que marcó 13 goles en un solo partido. También mantiene la mayor diferencia de goles, con 12, en confrontaciones entre equipos de la misma categoría en todas las divisiones profesionales de la AFA.

- En ese mismo partido Juan A. Taverna estableció, con siete (7) goles, el récord de tantos convertidos por un jugador en un solo encuentro en todo el profesionalismo.

- Único Campeón afiliado a la AFA en tres Siglos XIX, XX y XXI (1899, 1920 y 2009).

- James Rodríguez de Banfield, se convirtió en el jugador extranjero más joven en debutar en el fútbol argentino con 17 años de edad.

- Banfield es el primer equipo de los que alguna vez disputaron los torneos organizados por la Asociación de Football Amateurs y Profesionales (1931-1934) en salir campeón en el profesionalismo.

Véase también: Récords de la primera división del fútbol argentino
Otros récords
Banfield figuró en el Libro Guiness por ser el único club en el mundo que ascendió en el Hockey Femenino 4 categorías consecutivas en 2 años, hasta llegar a Primera División, con el documento de prueba en la Sede.

## Palmarés
Títulos Nacionales (2)
| Torneos nacionales                    | Títulos                                                              | Subcampeonatos                   |
| ------------------------------------- | -------------------------------------------------------------------- | -------------------------------- |
| Primera División (1/4)                | Apertura 2009.                                                       | 1920, 1934, 1951, Clausura 2005. |
| Copa de Honor (1)                     | 1920.                                                                |                                  |
| Copa de la Liga Profesional (0/1)     |                                                                      | 2020.                            |
| Copa de Competencia Jockey Club (0/1) |                                                                      | 1933.                            |
|                                       |                                                                      |                                  |
| Segunda División (10/2)               | 1899, 1900, 1919, 1939, 1946, 1962, 1973, 1992-93, 2000-01, 2013-14. | 1961, 1986-87.                   |
| Tercera División (2)                  | 1908, 1912.                                                          |                                  |

#### Otros logros oficiales
- Liguilla Pre-Sudamericana (1): 2015.
- Torneo Promocional (1): 1968.
- Copa de Competencia El Diario (1): 1908.
- Finalista de la Copa Estímulo[32] [33]

#### Torneos amistosos
- Torneo Pentagonal (2): 1963, 1967.
- Torneo de la Amistad (1): 1988.
- Torneo Ciudad de Tandil (1): 2007.
- Torneo de Verano - Copa Clásico del Sur (1): 2017.
- Trofeo Zerum Bet - Vitoria Cup (1): 2025

## Rivalidades

### Clásico con Los Andes
Su clásico rival histórico es el Club Atlético Los Andes, de la vecina ciudad de Lomas de Zamora, con el cual ya comenzó a rivalizar en los inicios de la era profesional del fútbol argentino.

#### Historial
| Competición      | Partidos | Victorias Banfield | Empates | Victorias Los Andes | Goles Banfield | Goles Los Andes |
| ---------------- | -------- | ------------------ | ------- | ------------------- | -------------- | --------------- |
| Primera División | 9        | 4                  | 3       | 2                   | 10             | 7               |
| Segunda División | 47       | 17                 | 19      | 11                  | 80             | 63              |
| Total            | 56       | 21                 | 22      | 13                  | 90             | 70              |

### Clásico del Sur
En la década de 1980 comenzó la rivalidad con el Club Atlético Lanús (anteriormente había amistad entra ambas hinchadas), con quien disputa el denominado clásico del Sur. El encuentro tomó trascendencia debido a que ambos tienen sus estadios a una relativa cercanía (en la zona sur del área metropoliana de Buenos Aires, de ahí la denominación que recibió el encuentro) y es un enfrentamiento de gran importancia para ambas parcialidades, ganando trascendencia con la presencia de ambas instituciones en la máxima categoría de forma continuada en las últimas décadas, algo que solo se interrumpió entre 2012 y 2014 cuando el taladro jugó en segunda división.

#### Historial
| Competición      | Partidos | Victorias Banfield | Empates | Victorias Lanús | Goles Banfield | Goles Lanús |
| ---------------- | -------- | ------------------ | ------- | --------------- | -------------- | ----------- |
| Primera División | 80       | 34                 | 11      | 10              | 107            | 89          |
| Copas Nacionales | 1        | 1                  | 0       | 0               | 2              | 0           |
| Segunda División | 22       | 7                  | 7       | 8               | 36             | 38          |
| Total            | 103      | 42                 | 28      | 32              | 143            | 127         |

### Clásico con Quilmes
Se enfrenta con Quilmes en otro tradicional clásico de la Zona Sur del Gran Buenos Aires. Disputaron su primer cotejo hace 99 años, el 26 de junio de 1926 en el Estadio Florencio Sola con triunfo del equipo local 2 a 1. Sus partidos son de muy fuerte rivalidad, en 2001 ambos equipos disputaron dos finales en la B Nacional por el ascenso a Primera División a estadio completo marcadas por la tensión. El segundo encuentro en el Estadio Centenario fue suspendido por incidentes cuando el equipo del distrito de Lomas de Zamora lograba el triunfo. Cuentan con un amplio historial que acrecentó más la enemistad entre sus aficionados.

#### Historial
| Competición      | Partidos | Victorias Banfield | Empates | Victorias Quilmes | Goles Banfield | Goles Quilmes |
| ---------------- | -------- | ------------------ | ------- | ----------------- | -------------- | ------------- |
| Primera División | 25       | 14                 | 4       | 7                 | 42             | 26            |
| Segunda División | 45       | 18                 | 18      | 16                | 77             | 78            |
| Copa Argentina   | 1        | 1                  | 0       | 0                 | 4              | 0             |
| Total            | 71       | 33                 | 22      | 27                | 119            | 104           |

### Rivalidades
Debido a la cercanía geográfica también sostiene rivalidades con 
- Temperley[48][49]
- Talleres (RdE).[50][51][52][53][54]

#### Otras rivalidades
Sus aficionados rivalizan con Racing Club, por la polémica definición del Campeonato de 1951, en la que se coronó campeón el equipo de Avellaneda y en menor medida con Huracán.

## Jugadores

### Plantel y cuerpo técnico 2025
Bajas
Alexander Bundgaard fue a la Reserva de Guaraní (Par.); Dylan Gamarra, Nicolás Hernández, Ezequiel Bonifacio, Juan Pablo Alvarez, Damián "Kitu" Diaz quedaron libres; Marcos Echeverría fue a préstamo a Atlanta; Ezequiel Cañete volvió a Unión SF; Braian Galván volvió a Colorado Rapids (EEUU) y fue libre a Panserraikos (Gr.); Leandro Garate volvió a Huracán y fue libre a Larissa (Grecia); Paul Vicente Riveros vuelve a Guarani (Par.); Juan Bisanz fue vendido a Huracán; Gerónimo Rivera a Al-Wahda (EAU); Leonel Miranda quedó libre y fue contratado por San Telmo; Mathias de Ritis volvió a Peñarol (Ur.).
Altas
Rodrigo Auzmendi (ARG) DEL Motagua (Honduras); Sergio Vittor (ARG) DEF Qadsia SC (Kuwait); Danilo Arboleda (COL) DEF Kazma SC (Kuwait); Julio Cesar Furch (ARG) DEL Santos (Br.); Nicolás Carlos Colazo (ARG) MED Gimnasia y Esgrima La Plata; Frank Andersson Castañeda (COL) DEL Bucaramanga (Col.).

### Mercado de pases
| Altas                 | Altas     | Altas                     | Altas    | Altas  | Altas  | Altas  |
| Jugador               | Posición  | Procedencia               | Tipo     |        |        |        |
| Verano                | Verano    | Verano                    | Verano   | Verano | Verano | Verano |
| --------------------- | --------- | ------------------------- | -------- | ------ | ------ | ------ |
| Agustín Alaniz        | Volante   | Racing Club               | Traspaso |        |        |        |
| Martín Río            | Volante   | Querétaro FC              | Préstamo |        |        |        |
| Joaquín Pombo         | Defensor  | Independiente             | Préstamo |        |        |        |
| Marcos Arturia        | Delantero | CA Talleres               | Traspaso |        |        |        |
| Diego Romero          | Arquero   | Universitario de Deportes | Préstamo |        |        |        |
| Santiago López García | Volante   | Gimnasia (M)              | Préstamo |        |        |        |
| Ignacio Abraham       | Defensor  | Estudiantes (Río Cuarto)  | Préstamo |        |        |        |
| Gabriel Vega          | Volante   | Boca Juniors II           | Préstamo |        |        |        |
| Tomás Nasif           | Delantero | River Plate II            | Préstamo |        |        |        |
| Invierno              |           |                           |          |        |        |        |

| Bajas             | Bajas    | Bajas                    | Bajas    | Bajas  | Bajas  | Bajas  |
| Jugador           | Posición | Destino                  | Tipo     |        |        |        |
| Verano            | Verano   | Verano                   | Verano   | Verano | Verano | Verano |
| ----------------- | -------- | ------------------------ | -------- | ------ | ------ | ------ |
| Ignacio Rodríguez | Volante  | Racing Club              | Traspaso |        |        |        |
| Alejandro Maciel  | Defensor | Club Olimpia Asunción    | Traspaso |        |        |        |
| Cristian Núñez    | Volante  | Yverdon Sport FC         | Libre    |        |        |        |
| Luciano Recalde   | Defensor | San Martín (San Juan)    | Libre    |        |        |        |
| Yonatan Rodríguez | Volante  | Club Nacional            | Libre    |        |        |        |
| Mateo Pérez       | Defensor | San Martín (Tucumán)     | Libre    |        |        |        |
| Facundo Vila      | Arquero  | CA Estudiantes           | Libre    |        |        |        |
| Alejandro Cabrera | Volante  | Estudiantes (Río Cuarto) | Préstamo |        |        |        |
| Braian Galvan     | Volante  | Panserraikos             | Libre    |        |        |        |
| Emanuel Insua     | Defensor | Racing de Ferrol         | Libre    |        |        |        |
| Lautaro Cardozo   | Defensor | Ciudad Bolívar           | Libre    |        |        |        |
| Invierno          |          |                          |          |        |        |        |

### Futbolistas destacados en la historia del club
Varios futbolistas de sus Divisiones inferiores fueron transferidos al fútbol internacional, y algunos lograron vestir la camiseta de seleccionados internacionales. Entre los más destacados están: Eliseo Víctor Mouriño, Jorge Alcalde, Daniel Alejandro Bilos, Jesús Dátolo, Gabriel Paletta, Renato Civelli, Emiliano Armenteros, Javier Adelmar Zanetti, Mariano Barbosa, Nicolás Tagliafico, Darío Cvitanich, Enrique Bologna y James Rodríguez entre otros.

#### James Rodríguez

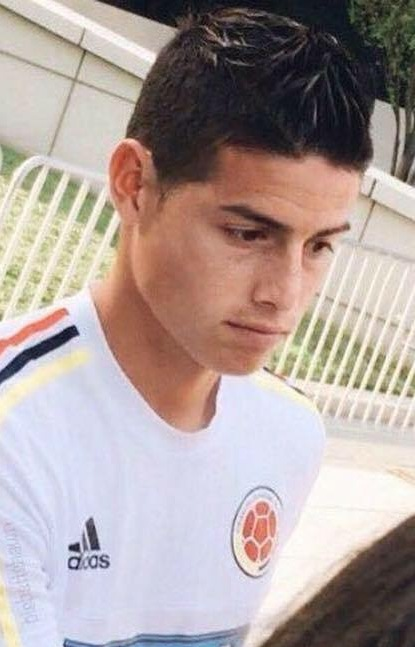
James con la selección Colombia

Nació en Cúcuta, Colombia el 12 de julio de 1991. Mediocampista de la selección de fútbol de Colombia. Es el jugador extranjero más joven en debutar y marcar un gol en la Primera División de Argentina con tan sólo 17 años de edad, en el primer semestre de 2009. Formó parte del equipo campeón del Torneo Apertura, único título de la primera división argentina en la historia del club. Disputó 50 partidos y convirtió 10 goles con la camiseta del club.

#### Luis Ángel Bagnato

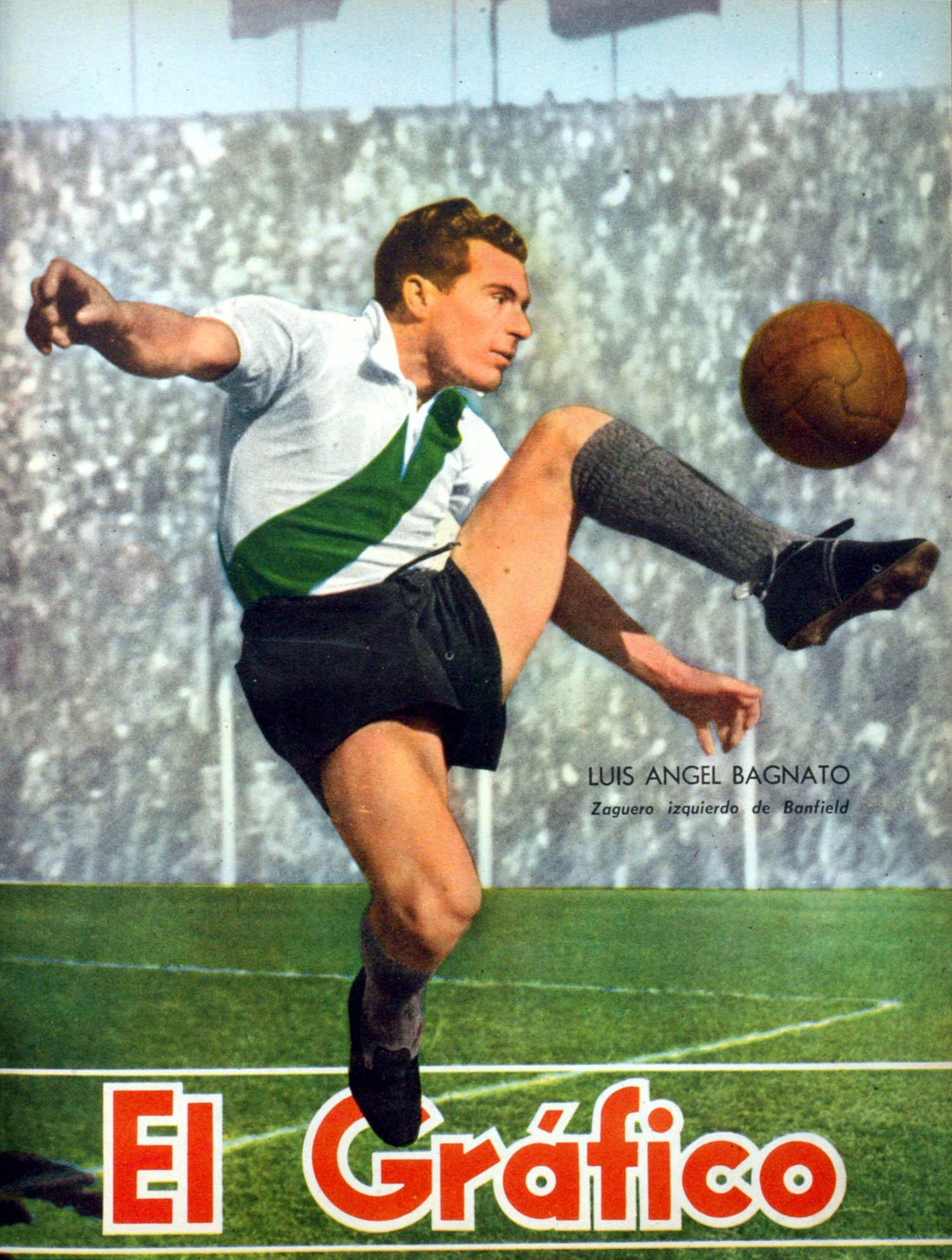
Luis Ángel Bagnato en «El Gráfico».

Luis Á. "Cachorro" Bagnato fue un símbolo y capitán del "Campeón Moral" de 1951. Jugó 311 partidos defendiendo los colores del Taladro desde 1944 hasta 1957. Luego de su retiro fue un gran formador de jóvenes en las inferiores del club.

#### Eliseo Víctor Mouriño

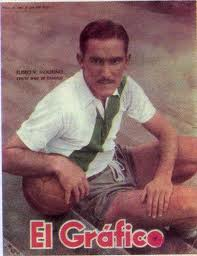
Eliseo Mouriño en la tapa de «El Gráfico».

Eliseo V. Mouriño nació el 3 de junio de 1927 y falleció el 3 de abril de 1961. 
Se destacó como un volante central con visión de juego, capacidad de ubicación y voz de mando, y debutó en el Taladro en 1946 en la Primera B. Ese mismo año el equipo logró el ascenso a Primera División, y Mouriño se asentó como titular indiscutido.

#### Eduardo Luis Silvera
Nació en Rocha, Uruguay, el 6 de julio de 1918 y falleció el 26 de septiembre de 1998 en Buenos Aires, Argentina. Delantero histórico, jugó entre 1940 y 1948. Disputó 143 partidos y anotó 31 goles.

#### Félix Lorenzo Orte
Nacido el 2 de junio de 1956 en Catriló, La Pampa, falleció el 19 de noviembre de 1987 en Lomas de Zamora, Buenos Aires, Argentina. Recordado delantero, militó en el club en las etapas de 1972-1977 y 1986-1989.

#### José Luis «Garrafa» Sánchez
José L. «Garrafa» Sánchez nació el 26 de mayo de 1974 en Buenos Aires, falleció el 8 de enero de 2006 en Laferrere, Buenos Aires, Argentina. Enganche, uno de los últimos grandes ídolos de la institución, militó en el Taladro de 2000 al 2005. Un monumento de bronce se erige en la sede social del club, realizado por donaciones provistas por los mismos hinchas, y también la platea del estadio local del club lleva su nombre.

#### Jorge Alcalde
(*Callao, 26 de noviembre de 1916 –† Lima, 1990) fue un futbolista peruano, más conocido como «Campolo» Alcalde. Es considerado uno de los grandes delanteros del fútbol peruano, fue uno de los 11 titulares del equipo peruano que humilló a Austria en los juegos olímpicos de 1936 en Berlín, jugó en Banfield desde 1945 a 1947.

#### Javier Esteban Sanguinetti
Nació en Lomas de Zamora el 8 de enero de 1971. Jugó en Banfield 493 partidos, siendo el jugador con más presencias en la historia del club. Tuvo dos etapas en Banfield, primero desde 1989 a 1993 y luego desde 1995 a 2008. También fue ayudante de campo de Julio César Falcioni cuando Banfield logró su primer título local en el año 2009.

#### Javier Adelmar Zanetti
Jugó en el club entre 1993 y 1995, jugando 66 partidos y anotando 4 goles. Fue uno de los mejores laterales en la historia del club y el jugador que más veces vistió la camiseta de la Selección Argentina.
Único jugador extranjero por el que el Inter hizo una estatua de cera en su Museo, y presidente del club.

## Entrenadores

### Cuerpo técnico actual
- Médico: Gustavo Ríos
- Kinesiólogos: Alberto Sciegata - Gastón García - Juan Pablo Rolleri - Sebastián Giavino
- Masajista: Pablo Piriz
- Nutricionista: Martín Bocchicchio - Alejandro Geminiani

## Estadísticas

### Máximos goleadores
| Futbolista                | Goles |
| ------------------------- | ----- |
| Gustavo Albella           | 136   |
| Rafael Sanz               | 81    |
| Norberto Raffo            | 68    |
| Luis Eduardo Suárez       | 68    |
| Darío Cvitanich           | 66    |
| Miguel Oswaldo González   | 65    |
| Roberto Zárate            | 64    |
| Miguel Robinson Hernández | 62    |
| Ernesto Álvarez           | 60    |
| Daniel Delfino            | 57    |

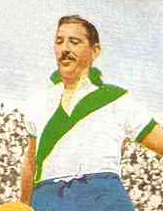
Gustavo Albella es el máximo goleador histórico de Banfield, convirtiendo 136 goles en 233 partidos

Jugadores de Banfield que vistieron la camiseta argentina y de otros seleccionados:
Ricardo La Volpe, Julio Ricardo Cruz, Daniel Toribio Aquino, Claudio Bravo y Martín Payero y Giuliano Galoppo y Agustín Urzi y Emiliano Armenteros y Ángel Guillermo. Hoyos y José Miguel y Ezequiel Schelotto y Gabriel Paletta y Mariano Barbosa y Sergio García (Juveniles), José Francisco Sanfilippo, Jorge Alcalde (Perú), Guido Alvarenga (Paraguay), Fernando D. Parenti, el toro Norberto Santiago Raffo, Heriberto Righi, Norberto Errea, Néstor Gabriel Lorenzo, Sergio Vázquez, Javier Adelmar el Pupi Zanetti, Eliseo Víctor Mouriño, Jesús Dátolo, Nicolás Tagliafico, Luis Seijas (Venezuela), James Rodríguez (Colombia), Pedro Sarabia (Paraguay), Juan Ramón Cazares (Ecuador), Eduardo Silvera (Uruguay), Herminio Masantonio, Juan José Pizutti, Roberto Zarate, Jorge Rubén Patrulla Jiménez, Josemir Lujambio (Uruguay), Gerardo Manuel La Vieja Reinoso, Nelson Juan López, Mauricio Arboleda (Colombia), Julio San Lorenzo, Rafael Sanz, José María Sánchez Lage, Luis Suárez, Roberto Martínez, Sebastián Papelito Fernández, José Ramos Delgado, Santiago Salcedo (Paraguay), Oscar Osvaldo Calics, Daniel Osvaldo (Italia), Ernesto Álvarez (Chile).

### Jugadores con más presencias
| Futbolista         | Encuentros |
| ------------------ | ---------- |
| Javier Sanguinetti | 493        |
| Cristian Lucchetti | 319        |
| Luis Bagnato       | 311        |
| Silvio Sotelo      | 242        |
| Gustavo Albella    | 233        |
| Daniel Delfino     | 217        |
| Roberto Zárate     | 215        |
| Edilberto Righi    | 212        |
| Nicolás Bertolo    | 210        |
| Jorge Jiménez      | 207        |

### Rankings de clubes
En el Ranking Mundial de Clubes de la primera década del siglo XXI (2001-2010), la IFFHS lo ha colocado en el puesto 116° a nivel mundial, superando por pocos puntos al Manchester City. En la clasificación sudamericana estuvo en la 33° colocación por detrás de otros 6 equipos argentinos.
Su mejor clasificación ocurrió en octubre del 2010 al quedar en el decimoséptimo escalón mundial (dos por delante del poderoso Real Madrid), 4° a nivel continental y segundo a nivel local por detrás de Estudiantes de La Plata.

## Dirigentes

### Lista de presidentes
- 1896-1898 Daniel Kingsland
- 1899-1900 Alfred J. Goode
- 1901 Federick J. Cassini
- 1902 Geroge Stearn
- 1903-1904 Clement A. Mason
- 1905-1906 Dante Terenziani
- 1906 R. Valenzuela
- 1907-1910 George J. Burton
- 1910 J.L. Howard
- 1910-1912 L.J Thiesen
- 1912-1913 Guillermo Coo
- 1913-1928 G.J.W. Burton (*)
- 1928-1930 Félix Sola (h)
- 1930-1932 Rafael De Seta
- 1933 Américo Pisano
- 1934 Rafael De Seta
- 1935 Francisco Ventura
- 1936 Gerardo Martínez Abal
- 1937 Américo Pisano
- 1938-1944 Florencio Sola
- 1945-1946 Remigio Sola
- 1947-1954 Florencio Sola
- 1955 Antonio Benito Ferranti (**)
- 1956 Enrique Beltrán Simo
- 1957-1959 Alfredo Gómez (***)
- 1960-1962 Valentín Suárez
- 1963-1965 Juan Carlos Fontenla
- 1966-1968 Valentín Suárez
- 1969 Juan Carlos Fontela
- 1970-1971 Carlos Ismael Soler
- 1972-1974 Valentín Suárez
- 1975-1977 Osvaldo Fani
- 1978-1979 Manuel Salgado
- 1980 Aniceto Rodrigo (**)
- 1980 Juan Carlos Mori
- 1981-1983 Néstor Edgardo Villar
- 1984-1985 Valentín Suárez (**)
- 1985 Miguel M. Alberdi
- 1986 Atilio Pettinati (**)
- 1986-1987 Fernando O. Tomás (**)
- 1987-1989 Raúl Alfonso Muñiz
- 1989-1991 Julio César Grigera
- 1991-1993 Valentín Suárez
- 1993-1995 Carlos Fontela (**)
- 1995-1996 Raúl Alfonso Muñiz (**)
- 1996-1998 Atilio Pettinati
- 1998-2012 Carlos Portell
- 2012-2018 Eduardo Spinosa
- 2018-2021 Lucía Barbuto
- 2021-2024 Eduardo Spinosa[61]
- 2024-presente Matías Mariotto

### Presidentes según agrupación
- Antonio B. Ferranti (1955) Agrupación Tradicionalista

- Enrique Beltrán Simó (1956) Agrupación Tradicionalista

- Alfredo Gómez (1956-1958) Agrupación Renovadora Mr. Burton

- Valentín Suárez (1958-1962) Agrupación Tradicionalista

- Juan C. Fontela (1963-1965) Agrupación Tradicionalista

- Valentín Suárez (1966-1968) Agrupación Tradicionalista

- Juan C. Fontenla (1969) Agrupación Tradicionalista

- Carlos I. Soler (1970-1971) Agrupación Tradicionalista

- Valentín Suárez (1972-1974) Agrupación Tradicionalista

- Osvaldo Fani (1975-1977) Agrupación Tradicionalista

- Manuel Salgado (1978-1979) Agrupación Tradicionalista

- Aniceto Rodrigo (1980) Agrupación El Taladro

- Juan C. Mori (1980) Agrupación El Taladro

- Néstor E. Villar (1981-1983) Agrupación Tradicionalista

- Valentín Suárez (1984-1985) Agrupación Tradicionalista (en alianza con El Taladro)

- Miguel M. Alberdi (1985) Agrupación Tradicionalista

- Atilio Pettinati (1986) Agrupación Tradicionalista

- Fernando O. Tomas (1986-1987) Agrupación Tradicionalista

- Raúl A. Muñiz (1987-1989) Agrupación Tradicionalista

- Julio C. Grigera (1989-1991) Agrupación El Taladro (en alianza con Tradicionalista)

- Valentín Suárez (1991-1993) Agrupación Tradicionalista (en alianza con El Taladro)

- Carlos Fontela (1993-1995) Agrupación Albiverde

- Raúl A. Muñiz (1995-1996) Agrupación Tradicionalista

- Atilio Pettinati (1996-1998) Agrupación Tradicionalista

- Carlos Portell (1998-2012) ABC (independientes, El Taladro, Albiverde, Tradicionalista, "Banfield para todos")

- Eduardo Spinosa (2012-2018) Unión Banfileña en alianza con el Tradicionalismo

- Lucía Barbuto (2018-2021) Unión Banfileña, en alianza con otras agrupaciones[62]

- Eduardo Spinosa (2021-2024) Familia Banfileña

- Matías Mariotto (2024-presente) Unidad Primero Banfield

### Comisión directiva (2024-2027)
- Presidente: Matías Mariotto
- Vicepresidente 1º: Mauricio Bonafina
- Vicepresidente 2º: Lucienne Escande
- Secretario: Francisco Rullo
- Prosecretario: Nahuel Ravenna
- Tesorero: Marcelo Nogues
- Protesorero: Gustavo Nielsen[63]

## Otras instalaciones

### Sede social
La sede social está ubicada en Vergara 1635 (Banfield). 
En el estadio llevan a cabo las reuniones de comisión directiva.

### Primer campo de juego
La primera cancha del club fue un descampado destinado al pastoreo ubicado a dos cuadras al norte de la estación del ferrocarril, junto a las vías sobre el lado este. Allí consiguió los campeonatos de Segunda División en 1899 y 1900. Debido a la crisis sufrida a principios de siglo, terminaría perdiendo la cancha.

### Estadio de Arenales
En 1904, en pleno reflote del club, Banfield pasó a jugar en un terreno ubicado en las calles Peña y Arenales cedido por la Compañía Primitiva de Gas, que promocionaba el uso domiciliario para compensar las pérdidas que le ocasionaba el cambio a alumbrado eléctrico.
Para 1922, la cancha contaba con una tribuna de madera techada con capacidad para 1500 espectadores, que quedó atrapada en el incendio del 9 de mayo de 1929. En su reemplazo, la comisión directiva decidió construir una tribuna techada de cemento armado que inauguró el 23 de febrero de 1930 en un partido amistoso con River Plate. Esta fue la segunda cancha de cemento del país, detrás de la de Independiente. En 1940, sería completamente remodelado.
En esta cancha, Banfield obtuvo los campeonatos de Tercera División de 1908 y de Segunda División de 1912, que le permitió el ascenso a Primera División.

### Campo de deportes Alfredo Palacios

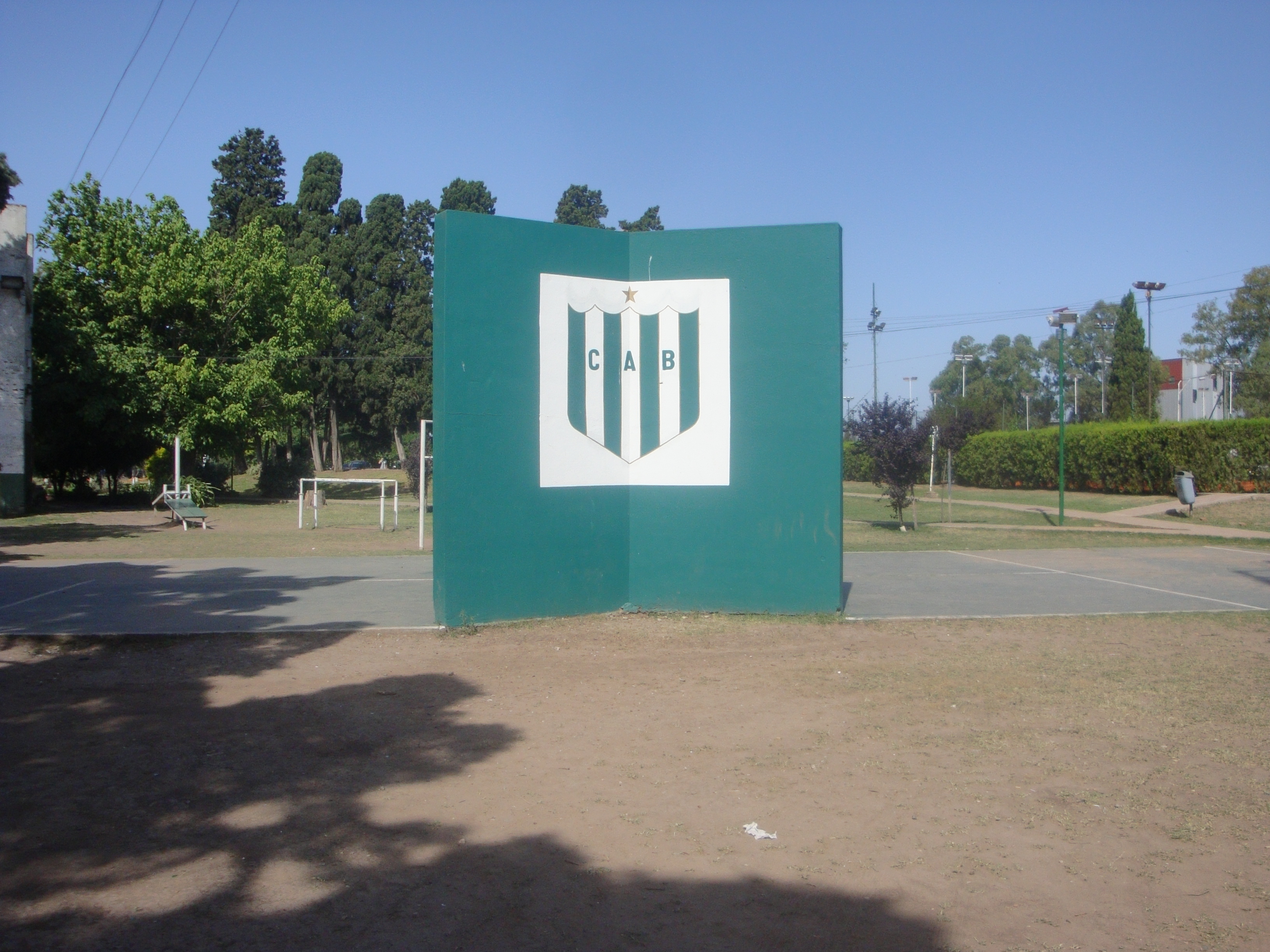
Campo de deportes Alfredo Palacios.

El campo de deportes Alfredo Palacios es un predio polideportivo que cuenta con grandes dimensiones de espacios verdes, donde los socios, hinchas y deportistas puede disfrutar del contacto con la naturaleza. Con espacios verdes, confitería, quinchos para reuniones y fiestas, espacios recreativos, circuito aeróbico, sector de parrillas, piscina, solárium para el verano, juegos infantiles, un cómodo estacionamiento y vestuarios, son algunas de las alternativas que cuenta el lugar para los asociados. Además, diversos deportes se practican con las mejores instalaciones: -Canchas de fútbol profesional, amateur y de recreación. -Canchas de tenis. -Cancha de hockey de césped sintético (inaugurada el 1 de mayo del 2009). Gimnasio polideportivo para la práctica de patín, taekwondo, futsal, actividades recreativas y vóley. -Canchas de hockey de césped natural. Por otra parte, es el lugar donde el plantel profesional de fútbol entrena y realiza sus concentraciones, al igual que el entrenamiento y actividad destinada al fútbol amateur. Se cuenta con un nuevo complejo polideportivo, que incluye el lugar de concentración del fútbol profesional, la pensión para futbolistas juveniles del interior del país, con un gimnasio de musculación, vestuarios, oficinas para reuniones, salas médicas y de rehabilitación.Además, allí funciona un círculo de socios vitalicios.

### El Microestadio 110 años
El Microestadio 110 años, inaugurado en 2006, se levanta frente a la sede social. Posee una cancha de futsal, con pintura especial epoxi antideslizante; cancha sintética de vóley (única en la zona sur), cancha con medidas oficiales para la práctica y entrenamiento de la escuela de fútbol infantil y vestuarios.
También se desarrollan otras disciplinas, como patín y balonmano.

## Futsal
Inició su participación en los certámenes de la AFA en 1998. Actualmente milita en la Primera División.

### Historia

#### Inicios
Con la creación de la Primera B en 1998, empezó a disputarlo desde ésa temporada hasta 2010, cuando venció a Villa Modelo en la promoción, y ascendió a Primera División. En la máxima categoría estuvo sin interrupciones hasta que perdió la categoría en 2015.

#### Regreso a Primera
En 2017, Banfield hizo una de las mejores campañas de la categoría. Luego de que El Porvenir venciera a El Talar, uno de los escoltas, el taladro venció a Asturiano por 6 a 3 luego de ir perdiendo 3 a 1. Con éste triunfo y faltando 5 fechas, se puso 17 puntos por encima de Unión de Ezpeleta logrando el campeonato y el retorno a la máxima categoría.

#### Actualidad
En la temporada 2019, terminó en el decimotercer lugar con 33 puntos y, por un punto, logró evitar los PlayOuts.
En la temporada 2020, quedó quinto en la fase de ordenamiento y cayó en los octavos de final luego de perder los dos encuentros con Camioneros.
En la temporada 2021 logró clasificarse a la Zona Campeonato.

### Palmarés
- Primera B: 1 (2017)

### Datos del club
- Temporadas en Primera División: 9 (2001 — 2012; 2014 — )
- Temporadas en Primera B: 16 (1998 — 2001; 2012-2014)

## Fútbol femenino
El equipo de fútbol femenino de Banfield tuvo participación oficial en AFA desde 1997 hasta 2005. El 31 de mayo del 2018 el club presentó documentos requirentes para volver a la actividad, su retorno se produjo ese mismo año compitiendo la Segunda División en la temporada 2018-19. Actualmente disputa la Primera División luego de su ascenso en 2022.

### Datos del club
- Temporadas en Primera División: 10 (1997 — 2005; 2022 — )
- Temporadas en Segunda División: 5 (2018-19 — 2022)

## Peñas, filiales y agrupaciones

### Agrupaciones internas
Un total de 10 agrupaciones se disputan la conducción del club.
| Agrupación           | Presidente        | Situación   |
| -------------------- | ----------------- | ----------- |
| Unión Banfileña      | Eduardo Spinosa   | Gobernando  |
| Compromiso Banfileño | Ariel Tabo        | Oposición   |
| Unidos x Banfield    | Silvio Villaverde | Oposición   |
| Naranja              | Gabriel Mariotto  | Oposición   |
| El Taladro           |                   | Oficialista |
| Albiverde            |                   | Oficialista |
| La 1896              | Luis A. Alegre    | Oposición   |
| La 13 de Diciembre   |                   | Oficialista |
| MiB                  | Germán Kuglien    | oposición   |
| Tradicionalista      | Diego Moran       | Oficialista |

### Peñas y Filiales
- Peña Villa Galicia.
- Peña Capital Florencio “Lencho” Sola (Ciudad de Buenos Aires).
- Peña Banfield Somos Todos (Lomas de Zamora y Aledaños).
- Peña Banfield de Castex (La Pampa).
- Peña Taladro Europeo (Barcelona, España)
- Banfield de Tilcara (Jujuy).
- La 2009 (Luis Guillón).
- Peña "Julio César" (Almirante Brown - Pte. Perón).
- Peña Banfield de Rosario Marcelo N. Quinteros (Santa Fe).
- Peña del Sur Bariloche (Río Negro).
- Peña "Josemir Lujambio" (Monte Grande).
- Peña Juancito (Banfield).
- Peña Taladro Mediterráneo (Córdoba).
- Peña 1951 (San Vicente).
- Peña Banfileña Rosarina (Rosario).
- Peña Banfileños del Roca.
- Peña Puerto Madryn "Darío Cvitanich" (Chubut).
- Peña Banfield Entre Ríos.
- Peña "Gabriel Puentedura" (Tucumán).
- Peña Banfield (Costa del Tuyú).
- Peña Banfield "Adrián González" (Zona Oeste GBA).
- Peña Banfield Alto Valle de Río Negro (Río Negro y Neuquén).
- Peña Cordillerana (Esquel, Chubut).
- Peña José Pino Sabia (Zona Norte).
- Peña Julio César Falcioni (Glew, Almirante Brown).
- Peña Mencho Bustos (San Luis).
- Peña El Taladro (Mar del Plata).
- Peña Pico Hernández (Necochea, Quequén, Lobería).
- Peña Banfileña Pampeana Félix Pampa Orte (La Pampa).
- Peña Taladros Mendocinos (Mendoza).
- Peña Club Atlético Banfield (La Plata).
- Peña Tierra del Fuego.
- Peña Indio Elvio Vázquez (Saladillo y Las Flores).
- Peña "Cebolla" Giménez de La Plata.
- Peña “Julio Barraza” de la Ciudad de La Banda (Santiago del Estero)
- Peña Banfileña de Córdoba (Córdoba).
- peña nico tagliafico (Rafael calzada).
- Peña Julio Barraza Banfileños de Salta (salta).
- Club Social y Deportivo El Brete de Posadas (Misiones).
- Atlético Progreso de Villa Centenario (Lomas de Zamora Norte).
- Sportivo Devoto de Capital (Ciudad de Bs As).
- Club 20 de Junio (Monte Chingolo - Lanús).
- Club El Ideal Lugano (Villa Lugano - Buenos Aires).
- Club Quilmes de Mercedes (Mercedes).
- Club Central Argentino La Banda (Santiago del Estero).
- Club Juventud de Las Piedras (Uruguay).
- Banfield Miami Soccer Academy.
- Filial Club Social y Deportivo Juvenil de Llavallol.
- Filial Club Deportivo Canning.[72]
- Filial asociación atlética deportiva brown de claypole

## Clubes afiliados

### Convenios
- Atlético Nacional Se da tras el encuentro de los dos líderes de las barras más conocidas de ambos equipos[73] Además el 23 de abril de 2021 se logra una alianza con los verdiblancos de México y España llamada ‘Amor verde y blanco’.

## Clubes homónimos

### Argentina
- Club Atlético Banfield (Formosa)
- Club Deportivo Banfield (Mendoza)
- Club Atlético Banfield (Santiago del Estero)
- Club Sportivo Banfield (San Juan)
- Club Atlético Banfield (Mar del Plata).
- Banfield Fútbol Club (Mar del Plata).
- Club Atlético El Taladro de Las Flores (Las Flores - Bs As).
- Club Atlético Banfield (San Pedro - Buenos Aires).
- Club Banfield de Ramón Biaus (Chivilcoy - Buenos Aires).
- Club Banfield (Victoria - Entre Ríos).
- Club Atlético Banfield (Paraná – Entre Ríos).
- Club Atlético Banfield (Alta Gracia – Córdoba).
- Chaco Atlético y Deportivo Banfield (Chaco).
- Chaco Club Atlético Banfield de Concepción de Bermejo (Chaco).
- Club Atlético Banfield (Pto Deseado - Santa Cruz).
- Santa Fe Club Atlético Defensores de Banfield (Santa Fe).
- Club Atlético Banfield La Rioja (La Rioja). *
- Club Banfield Toro Human (Santiago del Estero)

### Exterior
- Club Deportivo y Atlético Banfield de Bogotá (Colombia).
- Banfield FC Cali (Colombia).
- Banfield Panthers Fc (Colombia).
- Banfield de Cadereyta (México).
- Banfield de Monterrey (México).
- Club Deportivo Banfield de Quito (Ecuador).
- FC Banfield De Chinquihue (chile)

## Juegos

### PC Fútbol
PC Fútbol Argentina Clausura '95
PC Fútbol Argentina Apertura '95
PC Fútbol Argentina 4.0 Apertura '96
PC Fútbol Argentina Apertura '98

### Pro Evolution Soccer
PES 2011 - En 2011 se licenció la Copa Libertadores para el juego deportivo de fútbol, Pro Evolution Soccer, de la compañía japonesa KONAMI, Banfield Junto a otros 40 clubes de América conformaron la lista en la modalidad de juego de la competición más importante de América. Estos equipos solo pueden ser utilizados para disputar dicha competición continental (no están disponibles en otras modalidades como: amistosos, Liga Máster, Liga o Copa).
PES 2015 Se licenció a Banfield junto a los 19 equipos de la primera división.
- Luego de este permaneció licenciado en las secuelas del videojuego '16, '17, '18, '19 y '20.

### FIFA
FIFA 15 Banfield no está completamente licenciado, pues su escudo junto a sus camisetas no están licenciadas pero si su nombre.
FIFA 16 al igual que en el FIFA anterior Banfield solo tiene licenciados a sus jugadores y a su nombre.
FIFA 17 Se licenció a Banfield junto a los 29 equipos de la primera división.
- Luego de este permaneció licenciado en las secuelas del videojuego '18, '19, '20, '21, '22, '23 y '24.

Banfield Penalty Challenge será el primer club en tener un videojuego propio
que contribuye a la difusión de la cultura de la institución y de la ciudad. traducido a 8 idiomas

## Actividades del club
- Ajedrez
- Balonmano
- Escuela de fútbol
- Fútbol amateur
- Fútbol profesional
- Fútbol sala
- Fútbol sénior
- Fútbol femenino
- Hockey
- Patín
- Tenis
- Vóley
- Pádel
- Running
- Balonmano
- Beach handball[79]
- Futsal femenino
- eSports[80]